# Hiratsuka
Hiratsuka (jap. 平塚市 Hiratsuka-shi) – miasto w Japonii, w prefekturze Kanagawa, w środkowej części wyspy Honsiu. Hiratsuka jest jednym z „miast specjalnych” (jap. 特例市 tokurei-shi).

## Położenie
Miasto leży w centrum prefektury Kanagawa nad zatoką Sagami. Graniczy z:
- Chigasaki
- Hadano
- Atsugi
- Iseharą
- Samukawą
- Nakai
- Ōiso
- Ninomiyą

## Historia
1 kwietnia 1889 roku, po restauracji Meiji, w powiecie Ōsumi powstało miasteczko Hiratsuka (chō). 1 kwietnia 1896 roku miejscowość stała się częścią powiatu Naka. 1 kwietnia 1932 roku Hiratsuka otrzymała prawa miejskie.

## Gospodarka
W mieście rozwinął się przemysł włókienniczy, gumowy, samochodowy oraz ceramiczny.

## Populacja
Zmiany w populacji Hiratsuki w latach 1970–2015:
| Rok  | Populacja |
| ---- | --------- |
| 1970 | 163 671   |
| 1975 | 195 635   |
| 1980 | 214 293   |
| 1985 | 229 990   |
| 1990 | 245 950   |
| 1995 | 253 822   |
| 2000 | 254 633   |
| 2005 | 258 958   |
| 2010 | 260 780   |
| 2015 | 258 227   |

## Miasta partnerskie
- Stany Zjednoczone: Lawrence